# Serruria zeyheri
Serruria zeyheri är en tvåhjärtbladig växtart som beskrevs av Meissn.. Serruria zeyheri ingår i släktet Serruria och familjen Proteaceae. Inga underarter finns listade i Catalogue of Life.